# La fiammata
La fiammata è un film del 1952 diretto da Alessandro Blasetti, tratto dal dramma omonimo di Henry Kistemaekers.

## Trama
Nell'imminenza della guerra franco-prussiana del 1870, nel castello dei Conti Stettin si tiene un ricevimento. Fra gli ospiti il colonnello Felt, fratello della contessa Yvonne, e sua moglie Monica. Arriva improvvisamente il ministro Beaucourt, in passato compagno d'armi del colonnello e ora suo avversario politico. Beaucourt, che è innamorato di Monica, comunica a Felt  che i suoi piani per la difesa dei confini sono stati rifiutati, e il colonnello ne è indignato. Beaucourt, approfittando di un dissidio di Monica col marito, le fa un'assidua corte. Intanto giunge al castello il banchiere Glogan, antico amante della contessa Yvonne, che in passato ha prestato grosse somme al colonnello, il quale però non è in grado di restituire il denaro. Glogan si offre allora di cancellare il debito se Felt gli consegna i piani delle fortificazioni. Felt, indignato, uccide l'agente del nemico. Beaucourt decide di approfittare dell'accaduto per eliminare il rivale, ma alla fine, per intervento di Monica, conosciute le vere intenzioni di Glogan e le ragioni che hanno indotto Felt ad uccidere, Beaucourt rinuncia ad agire contro il colonnello.

## Produzione
Il regista Alessandro Blasetti accettò la proposta della Cines di dirigere questo film a patto di poter avere Vittorio De Sica nel cast di Altri tempi.

## Distribuzione
Il film venne distribuito nel circuito cinematografico italiano il 18 ottobre del 1952.

## Critica
Secondo lo stesso regista, si tratta di un film di «second'ordine», la dimostrazione che «nemmeno una sufficiente regia può sollevare il livello di un testo mediocre».
Per il Dizionario Mereghetti, è «un lavoro inesorabilmente teatrale e artificioso».